# Kabinetscrisis over het Srebrenica-drama
De Srebrenica-crisis was een kabinetscrisis in Nederland.
Op 16 april 2002 boden de ministers en staatssecretarissen van het tweede kabinet-Kok hun ontslag aan naar aanleiding van het rapport van het Nederlands Instituut voor Oorlogsdocumentatie (NIOD) over de val van Srebrenica.
In dit rapport werden de gebeurtenissen uiteengezet die in juli 1995 tot de moord door Serviërs op 7000 Bosnische mannen hadden geleid. Daarbij werd vooral ingegaan op de rol van het Nederlandse VN-bataljon (Dutchbat), dat de bevolking had moeten beschermen.
Minister-president Kok en de overige bewindslieden aanvaardden met hun ontslag de politieke medeverantwoordelijkheid voor het feit dat de Nederlandse militairen het bloedbad niet hadden kunnen voorkomen. Het ontslag werd nog voor een debat met de Kamer ingediend. Er lag dus geen conflict met de Kamer aan ten grondslag.

## Inleiding
In 1992 werden in het kader van VN-operatie UNPROFOR in voormalig Joegoslavië, waar toen een oorlog woedde, Nederlandse militairen uitgezonden. Aanvankelijk moesten deze militairen voedseltransporten beveiligen en andere humanitaire taken uitvoeren.
In november 1993 verzocht de secretaris-generaal van de Verenigde Naties Nederland om 1100 extra VN-militairen. Zij zouden worden ingezet bij de beveiliging van de Bosnische enclaves (zogenaamde safe areas) in Srebrenica en Žepa, die omsingeld waren door Bosnisch-Servische strijdkrachten. In Srebrenica zaten ruim 50.000 mensen; Žepa had 4000 inwoners. De Nederlandse militairen moesten het Canadese bataljon aflossen.
De Tweede Kamercommissies voor Buitenlandse Zaken en Defensie stemden op 16 november 1993 in met deze uitzending.

## De Val van Srebrenica
Op 11 juli 1995 werd de enclave Srebrenica door de Bosnische Serviërs ingenomen. Pogingen om luchtsteun te verkrijgen, kwamen te laat of werden niet gehonoreerd. De VN had als lijn dat pas luchtsteun werd gegeven als het tot gevechten komt tussen VN-militairen en de Serviërs.
Omdat de enclave al lange tijd werd belegerd, heerste daar chaos. Er was gebrek aan voedsel en medische verzorging.
De Serviërs scheidden na de val de mannen en vrouwen, en voerden de mannen weg met bussen. Gezien de aanwezigheid van veel burgers (onder wie kinderen en ouderen), de lichte bewapening en vooral het uitblijven van luchtsteun kon het Nederlandse VN-bataljon dit niet verhinderen.
Na enige tijd bleek het merendeel van de mannelijke (moslim-)bevolking te zijn vermoord. Voor deze Servische wandaad werden generaal Mladic en de Bosnisch-Servische leider Radovan Karadžić verantwoordelijk gehouden. Generaal Mladic werd in mei 2011 gevonden en gearresteerd om daarop overgebracht te worden naar Den Haag.

## Onderzoeken
De val van de enclave en de massamoord riepen veel vragen op. Onduidelijk was of Dutchbat niet had kunnen (en moeten) ingrijpen. Daarnaast waren er verhalen over misdragingen door Dutchbatters. Daarom werden diverse onderzoeken ingesteld. Een meerderheid van de Tweede Kamer wees een parlementaire enquête echter af.
In oktober 1995 verscheen een zogenaamd Debriefingsrapport van Dutchbat. De belangrijkste conclusies hiervan waren dat Dutchbat erger heeft weten te voorkomen en dat Nederlandse militairen geen getuigen zijn geweest van de etnische zuivering. Veel vragen bleven evenwel onbeantwoord. Bovendien bleken enige tijd later fotorolletjes, waarop bewijzen van massamoorden zouden kunnen staan, bij het ontwikkelen te zijn vernietigd.
In september 1996 gaf het kabinet het Nederlands Instituut voor Oorlogsdocumentatie (NIOD) de opdracht de gang van zaken rond de val van Srebrenica te onderzoeken. Het rapport van het NIOD zou in het voorjaar van 2002 verschijnen.
Om uit te zoeken of Defensie bepaalde zaken in de 'doofpot' wilde stoppen, werd in 1998 aan de Noord-Hollandse Commissaris van de Koningin Van Kemenade gevraagd hiernaar onderzoek te doen. Zijn conclusie was dat het ministerie van Defensie voldoende heeft meegewerkt aan het verslag over de val van Srebrenica. Wel zette hij vraagtekens bij het onderzoek naar wangedrag door Nederlandse militairen.
Een Tweede Kamercommissie onder leiding van de D66'er Bakker onderzocht in 2000 de besluitvorming rond de Nederlandse deelname aan VN-missies. De commissie concludeerde dat die besluitvorming vaak plaatsvond op basis van onvoldoende informatie.

## Het NIOD-rapport
In april 2002 verscheen het NIOD-rapport. De belangrijkste conclusies waren dat Dutchbat werd uitgezonden:
- op een missie met een zeer onhelder mandaat;
- naar een gebied omschreven als een safe area zonder dat daarvan een duidelijke definitie bestond;
- om vrede te handhaven waar geen vrede was;
- zonder diepgaande informatie in te winnen bij de Canadese voorgangers in de enclave;
- zonder adequaat te zijn opgeleid voor deze specifieke taak in die specifieke omstandigheden;
- nagenoeg verstoken van militair-politiek inlichtingenwerk om de intenties van de strijdende partijen te peilen;
- onder onvoldoende gefundeerd vertrouwen in de bereidheid om het luchtwapen in te zetten in geval van problemen;
- zonder een duidelijke vertrekstrategie.

Ook de rol van minister-president Kok, die onvoldoende zijn regiefunctie zou hebben vervuld, werd bekritiseerd. Daarnaast was er kritiek op de wijze waarop Defensie na de mislukte operatie heeft meegewerkt aan het boven water krijgen van de feiten.

## Na het NIOD-rapport
Na het verschijnen van het rapport verklaarde minister-president Kok dat het onderzoek leek te bevestigen dat de Nederlandse regering steeds heeft gedaan wat het kon doen. Nederland heeft wel medeverantwoordelijkheid voor, maar geen schuld aan het drama.
Nog voor het verschijnen van het rapport had minister Pronk verklaard dat in zijn ogen 'de politiek' had gefaald. Premier Kok nam daarvan openlijk afstand. In het kabinet werd Pronk fel bekritiseerd door zijn collega's over deze uitlating.
Het kabinet vergaderde op 13 april over het NIOD-rapport. Een besluit over politieke consequenties werd een week uitgesteld. De ministers De Grave en Pronk aarzelden sterk of zij konden aanblijven.
Minister De Grave van Defensie achtte zich verantwoordelijk voor de slechte informatievoorziening door zijn ministerie. Pronk was, met Kok, de enige die al in 1993 minister was, en dus medeverantwoordelijk voor het uitzenden van Dutchbat. Hij meldde voor zichzelf al een politieke conclusie te hebben getrokken.
Eerder dan gepland, op dinsdag 16 april, kwam de ministerraad bijeen. Premier Kok deelde daarin mee, dat hij zelf had besloten politieke consequenties te trekken uit het NIOD-rapport. De andere ministers sloten zich bij hem aan. Nog diezelfde middag ging Kok naar de koningin om de val van het kabinet mee te delen. Later legde hij een verklaring af in de Tweede Kamer.

## Nasleep
Door de val van het kabinet was een inhoudelijk debat niet goed meer mogelijk. De Tweede Kamer stelde daarop een commissie in, die in korte tijd moest bekijken of niet alsnog een parlementaire enquête zou moeten worden ingesteld. Deze commissie, onder leiding van Van Middelkoop (ChristenUnie) stelde inderdaad voor een enquête te houden. De Tweede Kamer stemde daarmee in.
Op 5 juni 2002 stelde de Tweede Kamer een enquêtecommissie Srebrenica in onder voorzitterschap van de D66'er Bert Bakker. Doelstelling van de enquête was de Kamer in staat te stellen een definitief politiek oordeel te vellen over het optreden van de Kamer, de Nederlandse regering en de ambtelijk/militair verantwoordelijken in de aanloop naar, tijdens, en na afloop van de gebeurtenissen in Srebrenica. De commissie bracht in januari 2003 verslag uit.